# Asian Le Mans Series 2023
L'Asian Le Mans Series 2023 è l'undicesima stagione dell'Asian Le Mans Series gestita dell'Automobile Club de l'Ouest, la stagione è formata da quattro eventi due al Dubai Autodrome e due sul Circuito di Yas Marina.

## Calendario
Il 25 maggio del 2022 viene annunciato il calendario, come nelle ultime due edizioni sono presenti solo eventi negli Emirati Arabi Uniti.
| Gare | Gare               | Circuito               | Locazione                  | Date             |
| ---- | ------------------ | ---------------------- | -------------------------- | ---------------- |
| 1    | 4 Ore di Dubai     | Dubai Autodrome        | Dubailand, Dubai, UAE      | 11 febbraio 2023 |
| 2    | 4 Ore di Dubai     | Dubai Autodrome        | Dubailand, Dubai, UAE      | 12 febbraio 2023 |
| 3    | 4 Ore di Abu Dhabi | Circuito di Yas Marina | Yas Island, Abu Dhabi, UAE | 18 febbraio 2023 |
| 4    | 4 Ore di Abu Dhabi | Circuito di Yas Marina | Yas Island, Abu Dhabi, UAE | 19 febbraio 2023 |

## Team e Piloti

### Classe LMP2
Tutte le vetture della classe LMP2 utilizzano il motore V428 Gibson GK8 e pneumatici Goodyear.
| Team                      | Vettura  | #  | Pilota           | Gare  |
| ------------------------- | -------- | -- | ---------------- | ----- |
| DKR Engineering           | Oreca 07 | 3  | Charlie Eastwood | Tutti |
| DKR Engineering           | Oreca 07 | 3  | Ayhancan Güven   | Tutti |
| DKR Engineering           | Oreca 07 | 3  | Salih Yoluç      | Tutti |
| United Autosports         | Oreca 07 | 22 | Paul di Resta    | Tutti |
| United Autosports         | Oreca 07 | 22 | Philip Hanson    | Tutti |
| United Autosports         | Oreca 07 | 22 | James McGuire    | Tutti |
| United Autosports         | Oreca 07 | 23 | Oliver Jarvis    | Tutti |
| United Autosports         | Oreca 07 | 23 | Garnet Patterson | Tutti |
| United Autosports         | Oreca 07 | 23 | Yasser Shahin    | Tutti |
| Nielsen Racing            | Oreca 07 | 24 | Mathias Beche    | Tutti |
| Nielsen Racing            | Oreca 07 | 24 | Ben Hanley       | Tutti |
| Nielsen Racing            | Oreca 07 | 24 | Rodrigo Sales    | Tutti |
| Algarve Pro Racing        | Oreca 07 | 25 | James Allen      | Tutti |
| Algarve Pro Racing        | Oreca 07 | 25 | John Falb        | Tutti |
| Algarve Pro Racing        | Oreca 07 | 25 | Kyffin Simpson   | Tutti |
| Cool Racing               | Oreca 07 | 37 | Alexandre Coigny | Tutti |
| Cool Racing               | Oreca 07 | 37 | Malthe Jakobsen  | Tutti |
| Cool Racing               | Oreca 07 | 37 | Nicolas Lapierre | 1-2   |
| Inter Europol Competition | Oreca 07 | 43 | Christian Bogle  | Tutti |
| Inter Europol Competition | Oreca 07 | 43 | Charles Crews    | Tutti |
| Inter Europol Competition | Oreca 07 | 43 | Nolan Siegel     | Tutti |
| ARC Bratislava            | Oreca 07 | 44 | Miro Konôpka     | Tutti |
| ARC Bratislava            | Oreca 07 | 44 | Nico Pino        | Tutti |
| ARC Bratislava            | Oreca 07 | 44 | László Tóth      | Tutti |
| 99 Racing                 | Oreca 07 | 98 | Neel Jani        | Tutti |
| 99 Racing                 | Oreca 07 | 98 | Nikita Mazepin   | Tutti |
| 99 Racing                 | Oreca 07 | 98 | Gonçalo Gomes    | 1-2   |
| 99 Racing                 | Oreca 07 | 98 | Ahmad Al Harthy  | 3-4   |

### Classe LMP3
Tutte le vetture della classe LMP3 utilizzano il motore V56 Nissan VK5DE 6.8L e pneumatici Michelin.
| Team                      | Vettura            | #  | Pilota               | Gare  |
| ------------------------- | ------------------ | -- | -------------------- | ----- |
| CD Sport                  | Ligier JS P320     | 1  | Nick Adcock          | Tutti |
| CD Sport                  | Ligier JS P320     | 1  | Valdemar Eriksen     | Tutti |
| CD Sport                  | Ligier JS P320     | 1  | Michael Jensen       | Tutti |
| CD Sport                  | Ligier JS P320     | 2  | Vladislav Lomko      | Tutti |
| CD Sport                  | Ligier JS P320     | 2  | James Sweetnam       | Tutti |
| CD Sport                  | Ligier JS P320     | 2  | Fabien Michal        | 1-2   |
| CD Sport                  | Ligier JS P320     | 2  | Jacques Wolff        | 3-4   |
| Nielsen Racing            | Ligier JS P320     | 4  | Matt Bell            | Tutti |
| Nielsen Racing            | Ligier JS P320     | 4  | Tony Wells           | Tutti |
| DKR Engineering           | Duqueine M30 - D08 | 5  | Valentino Catalano   | Tutti |
| DKR Engineering           | Duqueine M30 - D08 | 5  | Tom van Rompuy       | Tutti |
| Graff Racing              | Ligier JS P320     | 8  | François Hériau      | Tutti |
| Graff Racing              | Ligier JS P320     | 8  | Xavier Lloveras      | Tutti |
| Graff Racing              | Ligier JS P320     | 8  | Fabrice Rossello     | Tutti |
| Graff Racing              | Ligier JS P320     | 9  | Belén García         | Tutti |
| Graff Racing              | Ligier JS P320     | 9  | Sébastien Page       | Tutti |
| Graff Racing              | Ligier JS P320     | 9  | Eric Trouillet       | Tutti |
| WTM by Rinaldi Racing     | Duqueine M30 - D08 | 11 | Torsten Kratz        | Tutti |
| WTM by Rinaldi Racing     | Duqueine M30 - D08 | 11 | Nicolás Varrone      | Tutti |
| WTM by Rinaldi Racing     | Duqueine M30 - D08 | 11 | Leonard Weiss        | Tutti |
| Rinaldi Racing            | Duqueine M30 - D08 | 55 | Lorcan Hanafin       | Tutti |
| Rinaldi Racing            | Duqueine M30 - D08 | 55 | Matthias Lüthen      | Tutti |
| Rinaldi Racing            | Duqueine M30 - D08 | 55 | Jonas Ried           | Tutti |
| Rinaldi Racing            | Duqueine M30 - D08 | 55 | Jacques Wolff        | 3-4   |
| RLR MSport                | Ligier JS P320     | 15 | Amir Feyzulin        | Tutti |
| RLR MSport                | Ligier JS P320     | 15 | Bijoy Garg           | Tutti |
| RLR MSport                | Ligier JS P320     | 15 | Andres Latorre Canon | Tutti |
| Cool Racing               | Ligier JS P320     | 17 | Adrien Chila         | Tutti |
| Cool Racing               | Ligier JS P320     | 17 | Cédric Oltramare     | Tutti |
| Cool Racing               | Ligier JS P320     | 17 | Marcos Siebert       | Tutti |
| 360 Racing                | Ligier JS P320     | 18 | Sebastián Álvarez    | Tutti |
| 360 Racing                | Ligier JS P320     | 18 | Frédéric Jousset     | Tutti |
| 360 Racing                | Ligier JS P320     | 18 | Ross Kaiser          | Tutti |
| MV2S Racing               | Ligier JS P320     | 29 | Jérôme de Sadeleer   | Tutti |
| MV2S Racing               | Ligier JS P320     | 29 | Vyacheslav Gutak     | Tutti |
| MV2S Racing               | Ligier JS P320     | 29 | Fabien Lavergne      | Tutti |
| Inter Europol Competition | Ligier JS P320     | 53 | Kai Askey            | Tutti |
| Inter Europol Competition | Ligier JS P320     | 53 | Wyatt Brichacek      | Tutti |
| Inter Europol Competition | Ligier JS P320     | 53 | Miguel Cristóvão     | Tutti |
| Inter Europol Competition | Ligier JS P320     | 63 | Adam Ali             | Tutti |
| Inter Europol Competition | Ligier JS P320     | 63 | James Dayson         | Tutti |
| Inter Europol Competition | Ligier JS P320     | 63 | John Schauerman      | Tutti |
| Inter Europol Competition | Ligier JS P320     | 73 | Alexander Bukhantsov | Tutti |
| Inter Europol Competition | Ligier JS P320     | 73 | John Corbett         | Tutti |
| Inter Europol Competition | Ligier JS P320     | 73 | James Winslow        | Tutti |

### Classe GT
| Team                         | Vettura                      | Motore                        | #  | Pilota               | Gare  |
| ---------------------------- | ---------------------------- | ----------------------------- | -- | -------------------- | ----- |
| \| Haupt Racing Team \|      | Mercedes-AMG GT3 Evo         | Mercedes-AMG M159 6.2 L V8    | 6  | Frank Bird           | Tutti |
| \| Haupt Racing Team \|      | Mercedes-AMG GT3 Evo         | Mercedes-AMG M159 6.2 L V8    | 6  | Michael Blanchemain  | Tutti |
| \| Haupt Racing Team \|      | Mercedes-AMG GT3 Evo         | Mercedes-AMG M159 6.2 L V8    | 6  | Arjun Maini          | Tutti |
| \| Haupt Racing Team \|      | Mercedes-AMG GT3 Evo         | Mercedes-AMG M159 6.2 L V8    | 7  | Al Faisal Al Zubair  | Tutti |
| \| Haupt Racing Team \|      | Mercedes-AMG GT3 Evo         | Mercedes-AMG M159 6.2 L V8    | 7  | Martin Konrad        | Tutti |
| \| Haupt Racing Team \|      | Mercedes-AMG GT3 Evo         | Mercedes-AMG M159 6.2 L V8    | 7  | Luca Stolz           | Tutti |
| GetSpeed Performance         | Mercedes-AMG GT3 Evo         | Mercedes-AMG M159 6.2 L V8    | 10 | Raffaele Marciello   | Tutti |
| GetSpeed Performance         | Mercedes-AMG GT3 Evo         | Mercedes-AMG M159 6.2 L V8    | 10 | Fabian Schiller      | Tutti |
| GetSpeed Performance         | Mercedes-AMG GT3 Evo         | Mercedes-AMG M159 6.2 L V8    | 10 | Florian Scholze      | Tutti |
| GetSpeed Performance         | Mercedes-AMG GT3 Evo         | Mercedes-AMG M159 6.2 L V8    | 16 | Zhou Bihuang         | Tutti |
| GetSpeed Performance         | Mercedes-AMG GT3 Evo         | Mercedes-AMG M159 6.2 L V8    | 16 | Alexandre Imperatori | Tutti |
| GetSpeed Performance         | Mercedes-AMG GT3 Evo         | Mercedes-AMG M159 6.2 L V8    | 16 | Wang Zhongwei        | Tutti |
| Leipert Motorsport           | Lamborghini Huracán GT3 Evo  | Lamborghini 5.2 L V10         | 19 | Brendon Leitch       | Tutti |
| Leipert Motorsport           | Lamborghini Huracán GT3 Evo  | Lamborghini 5.2 L V10         | 19 | Marco Mapelli        | Tutti |
| Leipert Motorsport           | Lamborghini Huracán GT3 Evo  | Lamborghini 5.2 L V10         | 19 | Gabriel Rindone      | Tutti |
| Herberth Motorsport          | Porsche 911 GT3 R            | Porsche 4.0 L Flat-6          | 20 | Matteo Cairoli       | Tutti |
| Herberth Motorsport          | Porsche 911 GT3 R            | Porsche 4.0 L Flat-6          | 20 | Nicolas Leutwiler    | Tutti |
| Herberth Motorsport          | Porsche 911 GT3 R            | Porsche 4.0 L Flat-6          | 20 | Mikkel O. Pedersen   | Tutti |
| Herberth Motorsport          | Porsche 911 GT3 R            | Porsche 4.0 L Flat-6          | 33 | Antares Au           | Tutti |
| Herberth Motorsport          | Porsche 911 GT3 R            | Porsche 4.0 L Flat-6          | 33 | Klaus Bachler        | Tutti |
| Herberth Motorsport          | Porsche 911 GT3 R            | Porsche 4.0 L Flat-6          | 33 | Alfred Renauer       | Tutti |
| Herberth Motorsport          | Porsche 911 GT3 R            | Porsche 4.0 L Flat-6          | 91 | Harry King           | Tutti |
| Herberth Motorsport          | Porsche 911 GT3 R            | Porsche 4.0 L Flat-6          | 91 | Alex Malykhin        | Tutti |
| Herberth Motorsport          | Porsche 911 GT3 R            | Porsche 4.0 L Flat-6          | 91 | Joel Sturm           | Tutti |
| Herberth Motorsport          | Porsche 911 GT3 R            | Porsche 4.0 L Flat-6          | 99 | Ralf Bohn            | Tutti |
| Herberth Motorsport          | Porsche 911 GT3 R            | Porsche 4.0 L Flat-6          | 99 | Axcil Jefferies      | Tutti |
| Herberth Motorsport          | Porsche 911 GT3 R            | Porsche 4.0 L Flat-6          | 99 | Robert Renauer       | Tutti |
| AF Corse                     | Ferrari 488 GT3 Evo 2020     | Ferrari F154CB 3.9 L Turbo V8 | 21 | Stefano Costantini   | Tutti |
| AF Corse                     | Ferrari 488 GT3 Evo 2020     | Ferrari F154CB 3.9 L Turbo V8 | 21 | Simon Mann           | Tutti |
| AF Corse                     | Ferrari 488 GT3 Evo 2020     | Ferrari F154CB 3.9 L Turbo V8 | 21 | Miguel Molina        | Tutti |
| Formula Racing               | Ferrari 488 GT3 Evo 2020     | Ferrari F154CB 3.9 L Turbo V8 | 60 | Conrad Laursen       | 1–3   |
| Formula Racing               | Ferrari 488 GT3 Evo 2020     | Ferrari F154CB 3.9 L Turbo V8 | 60 | Johnny Laursen       | 1–3   |
| Formula Racing               | Ferrari 488 GT3 Evo 2020     | Ferrari F154CB 3.9 L Turbo V8 | 60 | Nicklas Nielsen      | 1–3   |
| Walkenhorst Motorsport       | BMW M4 GT3                   | BMW S58B30T0 3.0 L Turbo I6   | 34 | Nicky Catsburg       | Tutti |
| Walkenhorst Motorsport       | BMW M4 GT3                   | BMW S58B30T0 3.0 L Turbo I6   | 34 | Chandler Hull        | Tutti |
| Walkenhorst Motorsport       | BMW M4 GT3                   | BMW S58B30T0 3.0 L Turbo I6   | 34 | Thomas Merrill       | Tutti |
| Dinamic GT                   | Porsche 911 GT3 R            | Porsche 4.0 L Flat-6          | 54 | Ben Barker           | 1     |
| Dinamic GT                   | Porsche 911 GT3 R            | Porsche 4.0 L Flat-6          | 54 | Philipp Sager        | 1     |
| Dinamic GT                   | Porsche 911 GT3 R            | Porsche 4.0 L Flat-6          | 54 | Christopher Zöchling | 1     |
| Car Guy Racing               | Ferrari 488 GT3 Evo 2020     | Ferrari F154CB 3.9 L Turbo V8 | 57 | Mikkel Jensen        | Tutti |
| Car Guy Racing               | Ferrari 488 GT3 Evo 2020     | Ferrari F154CB 3.9 L Turbo V8 | 57 | Takeshi Kimura       | Tutti |
| Car Guy Racing               | Ferrari 488 GT3 Evo 2020     | Ferrari F154CB 3.9 L Turbo V8 | 57 | Frederik Schandorff  | Tutti |
| Kessel Racing                | Ferrari 488 GT3 Evo 2020     | Ferrari F154CB 3.9 L Turbo V8 | 74 | Michael Broniszewski | 1–3   |
| Kessel Racing                | Ferrari 488 GT3 Evo 2020     | Ferrari F154CB 3.9 L Turbo V8 | 74 | David Fumanelli      | 1–3   |
| Kessel Racing                | Ferrari 488 GT3 Evo 2020     | Ferrari F154CB 3.9 L Turbo V8 | 74 | Felipe Fraga         | 1     |
| Kessel Racing                | Ferrari 488 GT3 Evo 2020     | Ferrari F154CB 3.9 L Turbo V8 | 74 | Ben Barker           | 2–3   |
| Garage 59                    | McLaren 720S GT3             | McLaren M840T 4.0 L Turbo V8  | 59 | Rob Bell             | Tutti |
| Garage 59                    | McLaren 720S GT3             | McLaren M840T 4.0 L Turbo V8  | 59 | Nick Halstead        | Tutti |
| Garage 59                    | McLaren 720S GT3             | McLaren M840T 4.0 L Turbo V8  | 59 | Louis Prette         | Tutti |
| Garage 59                    | McLaren 720S GT3             | McLaren M840T 4.0 L Turbo V8  | 88 | Benjamin Goethe      | Tutti |
| Garage 59                    | McLaren 720S GT3             | McLaren M840T 4.0 L Turbo V8  | 88 | Alexander West       | Tutti |
| Garage 59                    | McLaren 720S GT3             | McLaren M840T 4.0 L Turbo V8  | 88 | Tom Gamble           | 1–2   |
| Garage 59                    | McLaren 720S GT3             | McLaren M840T 4.0 L Turbo V8  | 88 | Marvin Kirchhöfer    | 3–4   |
| TF Sport                     | Aston Martin Vantage AMR GT3 | Aston Martin 4.0 L Turbo V8   | 61 | Adrian Henry D'Silva | 1     |
| TF Sport                     | Aston Martin Vantage AMR GT3 | Aston Martin 4.0 L Turbo V8   | 61 | Ross Gunn            | 1     |
| TF Sport                     | Aston Martin Vantage AMR GT3 | Aston Martin 4.0 L Turbo V8   | 61 | David Pun            | 1     |
| TF Sport                     | Aston Martin Vantage AMR GT3 | Aston Martin 4.0 L Turbo V8   | 95 | Jonathan Adam        | Tutti |
| TF Sport                     | Aston Martin Vantage AMR GT3 | Aston Martin 4.0 L Turbo V8   | 95 | Henrique Chaves      | Tutti |
| TF Sport                     | Aston Martin Vantage AMR GT3 | Aston Martin 4.0 L Turbo V8   | 95 | John Hartshorne      | Tutti |
| D'station Racing             | Aston Martin Vantage AMR GT3 | Aston Martin 4.0 L Turbo V8   | 77 | Charlie Fagg         | Tutti |
| D'station Racing             | Aston Martin Vantage AMR GT3 | Aston Martin 4.0 L Turbo V8   | 77 | Tomonobu Fujii       | Tutti |
| D'station Racing             | Aston Martin Vantage AMR GT3 | Aston Martin 4.0 L Turbo V8   | 77 | Satoshi Hoshino      | Tutti |
| Viper Niza Racing            | Aston Martin Vantage AMR GT3 | Aston Martin 4.0 L Turbo V8   | 65 | Dominic Ang          | 1–2   |
| Viper Niza Racing            | Aston Martin Vantage AMR GT3 | Aston Martin 4.0 L Turbo V8   | 65 | Douglas Khoo         | 1–2   |
| Bullitt Racing               | Aston Martin Vantage AMR GT3 | Aston Martin 4.0 L Turbo V8   | 66 | Martin Berry         | Tutti |
| Bullitt Racing               | Aston Martin Vantage AMR GT3 | Aston Martin 4.0 L Turbo V8   | 66 | Valentin Hasse-Clot  | Tutti |
| Bullitt Racing               | Aston Martin Vantage AMR GT3 | Aston Martin 4.0 L Turbo V8   | 66 | Jacob Riegel         | Tutti |
| Orange Racing powered by JMH | McLaren 720S GT3             | McLaren M840T 4.0 L Turbo V8  | 67 | Marcus Clutton       | 1–3   |
| Orange Racing powered by JMH | McLaren 720S GT3             | McLaren M840T 4.0 L Turbo V8  | 67 | Michael O'Brien      | 1–3   |
| Orange Racing powered by JMH | McLaren 720S GT3             | McLaren M840T 4.0 L Turbo V8  | 67 | Simon Orange         | 1–3   |
| HubAuto Racing               | Mercedes-AMG GT3 Evo         | Mercedes-AMG M159 6.2 L V8    | 72 | Jules Gounon         | Tutti |
| HubAuto Racing               | Mercedes-AMG GT3 Evo         | Mercedes-AMG M159 6.2 L V8    | 72 | Ollie Millroy        | Tutti |
| HubAuto Racing               | Mercedes-AMG GT3 Evo         | Mercedes-AMG M159 6.2 L V8    | 72 | Liam Talbot          | Tutti |
| Haupt Racing Team            |                              |                               |    |                      |       |

## Risultati
In grassetto i vincitori assoluti
| Gare | Circuito  | Pole position                              | Team vincitore della LMP2                   | Team vincitore della LMP3                           | Squadra vincitrice del GT                    |
| Gare | Circuito  | Pole position                              | Piloti vincitori LMP2                       | Piloti vincitori LMP3                               | Piloti vincitori del GT                      |
| ---- | --------- | ------------------------------------------ | ------------------------------------------- | --------------------------------------------------- | -------------------------------------------- |
| 1    | Dubai     | #43 Inter Europol Competition              | #25 Algarve Pro Racing                      | #29 MV2S Racing                                     | #34 Walkenhorst Motorsport                   |
| 1    | Dubai     | Christian Bogle Charles Crews Nolan Siegel | James Allen John Falb Kyffin Simpson        | Jérôme de Sadeleer Vyacheslav Gutak Fabien Lavergne | Nicky Catsburg Chandler Hull Thomas Merrill  |
| 2    | Dubai     | #43 Inter Europol Competition              | #43 Inter Europol Competition               | #5 DKR Engineering                                  | #34 Walkenhorst Motorsport                   |
| 2    | Dubai     | Christian Bogle Charles Crews Nolan Siegel | Christian Bogle Charles Crews Nolan Siegel  | Valentino Catalano Tom van Rompuy                   | Nicky Catsburg Chandler Hull Thomas Merrill  |
| 3    | Abu Dhabi | #98 99 Racing                              | #37 Cool Racing                             | #4 Nielsen Racing                                   | #7 Haupt Racing Team                         |
| 3    | Abu Dhabi | Nikita Mazepin Neel Jani Ahmad Al Harthy   | Alexandre Coigny Malthe Jakobsen            | Tony Wells Matthew Bell                             | Al Faisal Al Zubair Luca Stolz Martin Konrad |
| 4    | Abu Dhabi | #98 99 Racing                              | #3 DKR Engineering                          | #8 Graff Racing                                     | #7 Haupt Racing Team                         |
| 4    | Abu Dhabi | Nikita Mazepin Neel Jani Ahmad Al Harthy   | Salih Yoluç Charlie Eastwood Ayhancan Güven | Fabrice Rossello Xavier Lloveras François Hériau    | Al Faisal Al Zubair Luca Stolz Martin Konrad |

## Classifiche
Sistema di punteggio:
| Position | 1° | 2° | 3° | 4° | 5° | 6° | 7° | 8° | 9° | 10° | Pole |
| Punti    | 25 | 18 | 15 | 12 | 10 | 8  | 6  | 4  | 2  | 1   | 1    |

### Classifica Piloti LMP2
| Pos. | Piloti           | Team                      | DUB | DUB | ABU | ABU | Punti |
| ---- | ---------------- | ------------------------- | --- | --- | --- | --- | ----- |
| 1    | Charlie Eastwood | DKR Engineering           | 2   | 2   | 3   | 1   | 76    |
| 1    | Ayhancan Güven   | DKR Engineering           | 2   | 2   | 3   | 1   | 76    |
| 1    | Salih Yoluç      | DKR Engineering           | 2   | 2   | 3   | 1   | 76    |
| 2    | Alexandre Coigny | Cool Racing               | 8   | 5   | 1   | 3   | 54    |
| 2    | Malthe Jakobsen  | Cool Racing               | 8   | 5   | 1   | 3   | 54    |
| 3    | James Allen      | Algarve Pro Racing        | 1   | 4   | 9   | 4   | 51    |
| 3    | John Falb        | Algarve Pro Racing        | 1   | 4   | 9   | 4   | 51    |
| 3    | Kyffin Simpson   | Algarve Pro Racing        | 1   | 4   | 9   | 4   | 51    |
| 4    | Nikita Mazepin   | 99 Racing                 | 3   | 6   | 7   | 2   | 49    |
| 4    | Neel Jani        | 99 Racing                 | 3   | 6   | 7   | 2   | 49    |
| 5    | Christian Bogle  | Inter Europol Competition | Rit | 1   | 4   | NC  | 39    |
| 5    | Charles Crews    | Inter Europol Competition | Rit | 1   | 4   | NC  | 39    |
| 5    | Nolan Siegel     | Inter Europol Competition | Rit | 1   | 4   | NC  | 39    |
| 6    | Mathias Beche    | Nielsen Racing            | 4   | 3   | 6   | 8   | 39    |
| 6    | Ben Hanley       | Nielsen Racing            | 4   | 3   | 6   | 8   | 39    |
| 6    | Rodrigo Sales    | Nielsen Racing            | 4   | 3   | 6   | 8   | 39    |
| 7    | Oliver Jarvis    | United Autosports         | 6   | 8   | 2   | 6   | 38    |
| 7    | Garnet Patterson | United Autosports         | 6   | 8   | 2   | 6   | 38    |
| 7    | Yasser Shahin    | United Autosports         | 6   | 8   | 2   | 6   | 38    |
| 8    | Paul di Resta    | United Autosports         | 5   | 7   | 5   | 5   | 36    |
| 8    | Philip Hanson    | United Autosports         | 5   | 7   | 5   | 5   | 36    |
| 8    | James McGuire    | United Autosports         | 5   | 7   | 5   | 5   | 36    |
| 9    | Ahmad Al Harthy  | 99 Racing                 |     |     | 7   | 2   | 25    |
| 10   | Gonçalo Gomes    | 99 Racing                 | 3   | 6   |     |     | 23    |
| 11   | Miro Konôpka     | ARC Bratislava            | 7   | 9   | 8   | 7   | 18    |
| 11   | Nico Pino        | ARC Bratislava            | 7   | 9   | 8   | 7   | 18    |
| 11   | László Tóth      | ARC Bratislava            | 7   | 9   | 8   | 7   | 18    |
| 12   | Nicolas Lapierre | Cool Racing               | 8   | 5   |     |     | 14    |
| Pos. | Piloti           | Team                      | DUB | DUB | ABU | ABU | Punti |

### Classifica Piloti LMP3
| Pos. | Piloti               | Team                      | DUB | DUB | ABU | ABU | Punti |
| ---- | -------------------- | ------------------------- | --- | --- | --- | --- | ----- |
| 1    | François Hériau      | Graff Racing              | 2   | 2   | 4   | 1   | 73    |
| 1    | Xavier Lloveras      | Graff Racing              | 2   | 2   | 4   | 1   | 73    |
| 1    | Fabrice Rossello     | Graff Racing              | 2   | 2   | 4   | 1   | 73    |
| 2    | Jérôme de Sadeleer   | MV2S Racing               | 1   | 3   | 2   | 3   | 73    |
| 2    | Vyacheslav Gutak     | MV2S Racing               | 1   | 3   | 2   | 3   | 73    |
| 2    | Fabien Lavergne      | MV2S Racing               | 1   | 3   | 2   | 3   | 73    |
| 3    | Matt Bell            | Nielsen Racing            | 13  | 6   | 1   | 4   | 45    |
| 3    | Tony Wells           | Nielsen Racing            | 13  | 6   | 1   | 4   | 45    |
| 4    | Valentino Catalano   | DKR Engineering           | 6   | 1   | 5   | Rit | 43    |
| 4    | Tom van Rompuy       | DKR Engineering           | 6   | 1   | 5   | Rit | 43    |
| 5    | Torsten Kratz        | WTM by Rinaldi Racing     | Rit | 4   | 3   | Rit | 31    |
| 5    | Nicolás Varrone      | WTM by Rinaldi Racing     | Rit | 4   | 3   | Rit | 31    |
| 5    | Leonard Weiss        | WTM by Rinaldi Racing     | Rit | 4   | 3   | Rit | 31    |
| 6    | Nick Adcock          | CD Sport                  | 3   | 9   | 8   | 7   | 27    |
| 6    | Valdemar Eriksen     | CD Sport                  | 3   | 9   | 8   | 7   | 27    |
| 6    | Michael Jensen       | CD Sport                  | 3   | 9   | 8   | 7   | 27    |
| 7    | Alexander Bukhantsov | Inter Europol Competition | 5   | 7   | 10  | 5   | 27    |
| 7    | John Corbett         | Inter Europol Competition | 5   | 7   | 10  | 5   | 27    |
| 7    | James Winslow        | Inter Europol Competition | 5   | 7   | 10  | 5   | 27    |
| 8    | Adrien Chila         | Cool Racing               | 14  | Rit | 6   | 2   | 26    |
| 8    | Cédric Oltramare     | Cool Racing               | 14  | Rit | 6   | 2   | 26    |
| 8    | Marcos Siebert       | Cool Racing               | 14  | Rit | 6   | 2   | 26    |
| 9    | Vladislav Lomko      | CD Sport                  | 7   | 5   | Rit | 9   | 18    |
| 9    | Fabien Michal        | CD Sport                  | 7   | 5   | Rit | 9   | 18    |
| 10   | James Sweetnam       | CD Sport                  | 7   | 5   |     |     | 16    |
| 11   | Belén García         | Graff Racing              | 8   | 8   | 7   | Rit | 14    |
| 11   | Sébastien Page       | Graff Racing              | 8   | 8   | 7   | Rit | 14    |
| 11   | Eric Trouillet       | Graff Racing              | 8   | 8   | 7   | Rit | 14    |
| 12   | Lorcan Hanafin       | Rinaldi Racing            | 4   | Rit | Rit | Rit | 12    |
| 12   | Matthias Lüthen      | Rinaldi Racing            | 4   | Rit | Rit | Rit | 12    |
| 12   | Jonas Ried           | Rinaldi Racing            | 4   | Rit | Rit | Rit | 12    |
| 13   | Kai Askey            | Inter Europol Competition | 9   | 12  | 9   | 6   | 12    |
| 13   | Wyatt Brichacek      | Inter Europol Competition | 9   | 12  | 9   | 6   | 12    |
| 13   | Miguel Cristóvão     | Inter Europol Competition | 9   | 12  | 9   | 6   | 12    |
| 14   | Sebastián Álvarez    | 360 Racing                | 12  | 13  | Rit | 8   | 4     |
| 14   | Frédéric Jousset     | 360 Racing                | 12  | 13  | Rit | 8   | 4     |
| 14   | Ross Kaiser          | 360 Racing                | 12  | 13  | Rit | 8   | 4     |
| 15   | Jacques Wolff        | Rinaldi Racing            |     |     | Rit | 9   | 2     |
| 16   | Amir Feyzulin        | RLR MSport                | 10  | 10  | 11  | Rit | 2     |
| 16   | Bijoy Garg           | RLR MSport                | 10  | 10  | 11  | Rit | 2     |
| 16   | Andres Latorre Canon | RLR MSport                | 10  | 10  | 11  | Rit | 2     |
| 17   | Adam Ali             | Inter Europol Competition | 11  | 11  | 12  | Rit | 0     |
| 17   | James Dayson         | Inter Europol Competition | 11  | 11  | 12  | Rit | 0     |
| 17   | John Schauerman      | Inter Europol Competition | 11  | 11  | 12  | Rit | 0     |
| Pos. | Piloti               | Team                      | DUB | DUB | ABU | ABU | Punti |

### Classifica Piloti GT
| Pos. | Piloti                                             | Team                         | DUB | DUB | ABU | ABU | Punti |
| ---- | -------------------------------------------------- | ---------------------------- | --- | --- | --- | --- | ----- |
| 1    | Nicky Catsburg Chandler Hull Thomas Merrill        | Walkenhorst Motorsport       | 1   | 1   | 4   | 2   | 82    |
| 2    | Al Faisal Al Zubair Martin Konrad Luca Stolz       | Haupt Racing Team            | 3   | 7   | 1   | 1   | 71    |
| 3    | Raffaele Marciello Fabian Schiller Florian Scholze | GetSpeed Performance         | 2   | 2   | 7   | 5   | 52    |
| 4    | Harry King Alex Malykhin Joel Sturm                | Herberth Motorsport          | 4   | 10  | 2   | 15  | 31    |
| 5    | Brendon Leitch Marco Mapelli Gabriel Rindone       | Leipert Motorsport           | 10  | 12  | 3   | 3   | 31    |
| 6    | Matteo Cairoli Nicolas Leutwiler Mikkel Pedersen   | Herberth Motorsport          | 5   | 16  | 9   | 4   | 24    |
| 7    | Stefano Costantini Simon Mann Miguel Molina        | AF Corse                     | 9   | 3   | Rit | 7   | 23    |
| 8    | Benjamin Goethe Alexander West                     | Garage 59                    | 15  | 4   | Rit | 8   | 16    |
| 9    | Charlie Fagg Tomonobu Fujii Satoshi Hoshino        | D'station Racing             | 13  | 6   | 6   | Rit | 16    |
| 10   | Ralf Bohn Axcil Jefferies Robert Renauer           | Herberth Motorsport          | 6   | 8   | Rit | 9   | 14    |
| 11   | Tom Gamble                                         | Garage 59                    | 15  | 4   |     |     | 12    |
| 12   | Jules Gounon Ollie Millroy Liam Talbot             | HubAuto Racing               | Rit | 9   | 14  | 6   | 12    |
| 13   | Rob Bell Nick Halstead Louis Prette                | Garage 59                    | 12  | 5   | 11  | 10  | 11    |
| 14   | Jonathan Adam Henrique Chaves John Hartshorne      | TF Sport                     | 11  | 14  | 5   | 11  | 10    |
| 15   | Frank Bird Michael Blanchemain Arjun Maini         | Haupt Racing Team            | 7   | 15  | 13  | Rit | 6     |
| 16   | Antares Au Klaus Bachler Alfred Renauer            | Herberth Motorsport          | Rit | 11  | 8   | 12  | 4     |
| 17   | Conrad Laursen Johnny Laursen Nicklas Nielsen      | Formula Racing               | 8   | Rit | Rit | WD  | 4     |
| 18   | Marvin Kirchhöfer                                  | Garage 59                    |     |     | Rit | 8   | 4     |
| 19   | Mikkel Jensen Takeshi Kimura Frederik Schandorff   | Car Guy Racing               | 14  | Rit | 10  | 14  | 1     |
| 20   | Zhou Bihuang Alexandre Imperatori Wang Zhongwei    | GetSpeed Performance         | 17  | 19  | 12  | 16  | 0     |
| 21   | Martin Berry Valentin Hasse-Clot Jacob Riegel      | Bullitt Racing               | Rit | 17  | Rit | 13  | 0     |
| 22   | Michael Broniszewski David Fumanelli               | Kessel Racing                | NC  | 13  | DNS | WD  | 0     |
| 23   | Ben Barker                                         | Dinamic GT                   | DNS |     |     |     | 0     |
| 23   | Ben Barker                                         | Kessel Racing                |     | 13  | DNS | WD  | 0     |
| 24   | Marcus Clutton Michael O'Brien Simon Orange        | Orange Racing powered by JMH | 16  | 18  | DNS | WD  | 0     |
| 25   | Dominic Ang Douglas Khoo                           | Viper Niza Racing            | NC  | Rit | WD  | WD  | 0     |
| -    | Philipp Sager Christopher Zöchling                 | Dinamic GT                   | DNS | WD  |     |     |       |
| -    | Adrian Henry D'Silva Ross Gunn David Pun           | TF Sport                     | DNS | WD  |     |     |       |
| -    | Felipe Fraga                                       | Kessel Racing                | WD  | WD  |     |     |       |
| Pos. | Piloti                                             | Team                         | DUB | DUB | ABU | ABU | Punti |